# Диспетчерская централизация
Диспетчерская централизация — система управления движением поездов из одного центрального пункта с применением средств автоматики и телемеханики.
Диспетчерская централизация является сочетанием устройств электрической централизации и автоблокировки.
При диспетчерской централизации управление стрелками и сигналами раздельных пунктов всего железнодорожного участка сосредоточено у поездного диспетчера, а движение поездов по перегонам регулируется автоблокировкой. Устройства диспетчерского контроля движения поездов применяется в виде систем, автоматически снабжающих участкового поездного диспетчера информацией о движении поездов на участке, о показании входных и выходных светофоров и о состоянии главных и приёмо-отправочных путей (свободны или заняты) промежуточных станций. Местонахождение поездов и состояние путей и сигналов отражается на светосхеме табло, установленного на диспетчерском посту.

## История
В Российской империи диспетчерская служба на железных дорогах была организована в 1851 году.
В СССР уже в 1923 году участок дороги Москва - Александров стал полигоном для отработки новых технических средств диспетчерской службы, через два года диспетчерское управление было внедрено на Октябрьской и Московско-Казанской железных дорогах, а к 1933 году - на всех железных дорогах страны. Практическое применение диспетчерской централизации началось в 1936 году на участке Люберцы - Куровская в Московской области. В дальнейшем, именно в СССР была создана первая в мире автоматизированная система управления для диспетчерской службы железнодорожного транспорта с использованием ЭВМ (система "Участковый диспетчер"), в первой половине 1980х годов на Свердловской и Южно-Уральской железнодорожных линиях в опытную эксплуатацию была введена АСУ "Дорожный диспетчер". С ноября 1983 года завершена комплексная автоматизация управления Транссибирской магистралью (с этого времени управление движением по магистрали длиной свыше 8 тыс. км могли осуществлять два диспетчера-ревизора).

## Устройство и работа
Комплекс устройств диспетчерской централизации включает в себя автоматическую блокировку на перегонах, электрическую централизацию на станциях и аппаратуру телеуправления и телесигнализации (ТУ-ТС), передающую управляющие и известительные приказы.
Управляющими приказами называются команды, необходимые для управления движением поездов, такие как команда на установку маршрута и открытие светофора. Управляющие приказы формируются на пульте центрального поста, преобразуются в сигналы телеуправления, которые передаются на контролируемый пункт, где демодулируются, декодируются и воздействуют на аппаратуру электрической централизации.
Известительные приказы — сообщения о состоянии устройств СЦБ (положение и занятость стрелочных переводов, занятость станционных путей и прилегающих к ним блок-участков, показания станционных светофоров). Известительные приказы формируются контактами реле объектов СЦБ, преобразуются в сигналы телесигнализации и передаются на центральный пост для отображения текущей поездной ситуации.

### Система «Сетунь»
При связи между центром управления и линейным оборудованием используются каналы, имеющие иерархическую структуру.
Контролируемые пункты могут реализовывать как одноимпульсные так и двухимпульсные команды (одновременное воздействие на два объекта управления).
Количество объектов управления на одном контролируемом пункте: для одноимпульсных команд ТУ — до 256 объектов, для двухимпульсных команд ТУ — до 192 объектов. Количество двухпозиционных объектов контроля распределенного ввода сигналов ТС на одном КП — до 992.
Скорость передачи данных между пунктом управления и контролируемыми пунктами: для каналов ТЧ и физических линий связи — до 1,2 Кбит/с, для цифровых каналов волоконно-оптических линий связи — 57,6 Кбит/с, для групповых цифровых каналов (с общим доступом) ВОЛС — 9.600 Кбит/с.
Используемые протоколы связи: TCP/IP, IPX/SPX, NetBIOS.

### Система «Нева»
В системе «Нева» используется синхронная передача данных телеуправления с использованием частотной манипуляции. Для передачи чётных импульсов используются частоты ƒЧ0 = 500 Гц и ƒЧ1 = 600 Гц, для передачи нечётных импульсов — ƒН0 = 700 Гц и ƒН1 = 800 Гц. Частоты ƒЧ1 и ƒН1 передают логическую единицу, ƒЧ0 и ƒН0 — логический нуль. Сигнал телеуправления начинается с импульса синхронизации, передаваемого частотой ƒЧ1, и содержит 18 бит данных. Длительность синхроимпульса — 144 мс, длительность бита данных — 48 мс.[2]
Код станции занимает 6 бит, код группы объектов — 4 бита, код объекта — 8 бит. Принятая система кодирования позволяет управлять двадцатью станциями с семью группами по восемь объектов, имея всего 1120 управляемых объектов.
Передача данных телесигнализации — асинхронная, с использованием частотной манипуляции. Используются четыре канала с частотами 1025 и 1225 Гц, 1625 и 1825 Гц, 2225 и 2425 Гц, 2825 и 3025 Гц. Первая частота в каждом из каналов передаёт логическую единицу, вторая — логический нуль. Сигнал телесигнализации состоит из стартового бита, двадцати бит данных и стопового бита. Один сигнал несёт информацию о группе из двадцати объектов, в каждом из каналов циклично передаётся информация о двадцати трёх группах объектов, всего контролируется 1840 объектов. Во время двадцать четвёртого цикла данные телесигнализации не передаются, а принимается сигнал цикловой синхронизации по каналу телеуправления.
Длительность передачи одного бита данных — 8 мс, полный цикл передачи (с паузами между группами) занимает 5376 мс.

### Система «Луч»
В системе «Луч» сигналы телеуправления передаются при помощи относительной фазовой манипуляции. При отсутствии передачи сигналов телеуправления в линию постоянно передаётся ток частотой 500 Гц. Начальная фаза этого тока обозначается A, сдвинутая на 120° в сторону отставания — B, сдвинутая на 120° в сторону опережения — C. При передаче данных каждые 16 мс изменяется фаза сигнала, при передаче логической единицы — в сторону отставания (A→B, B→C, C→A), при передаче логического нуля — в сторону опережения (A→C, C→B, B→A).[2]
Сигнал телеуправления состоит из стартового бита, передаваемого логическим нулём, и тридцати бит данных. Отсутствие изменения фазы в течение 34 мс воспринимается как окончание передачи.
Код станции занимает 12 бит, код группы объектов — 6 бит, код команды в группе — 8 бит, ещё 4 бита занимает код признака команды. Принятая система кодирования позволяет управлять тридцатью двумя станциями с двадцатью группами объектов и десятью командами на группу. Код признака команды повышает защищённость передаваемых команд и содержит шесть признаков: чётный и нечётный поездной маршрут, чётный и нечётный маневровый маршрут, одиночная команда, ответственная команда.
Сигналы телесигнализации в системе «Луч» используются так же, как и в системе «Нева».

### Система  «Неман»
В системе Неман есть блоки Ц32 ТУ 16 и ТС 32

### Микропроцессорные системы
Внедрение микропроцессорной аппаратуры позволило объединять диспетчерские посты в крупные автоматизированные диспетчерские центры управления. На участках дорог, оборудованных системами ЧДЦ, «Нева» и «Луч» продлевают каналы связи до центра управления и устанавливают каналообразующую аппаратуру используемой системы. На участках, не оборудованных системами диспетчерской централизации, аппаратура контролируемых пунктов строится на основе микроконтроллеров и подключается к центру управления через модем.